# Andrea Costa (politico 1970)
Andrea Costa (La Spezia, 14 ottobre 1970) è un politico italiano, dal 1º marzo 2021 al 22 ottobre 2022 sottosegretario di Stato al Ministero della salute nel governo Draghi.

## Biografia

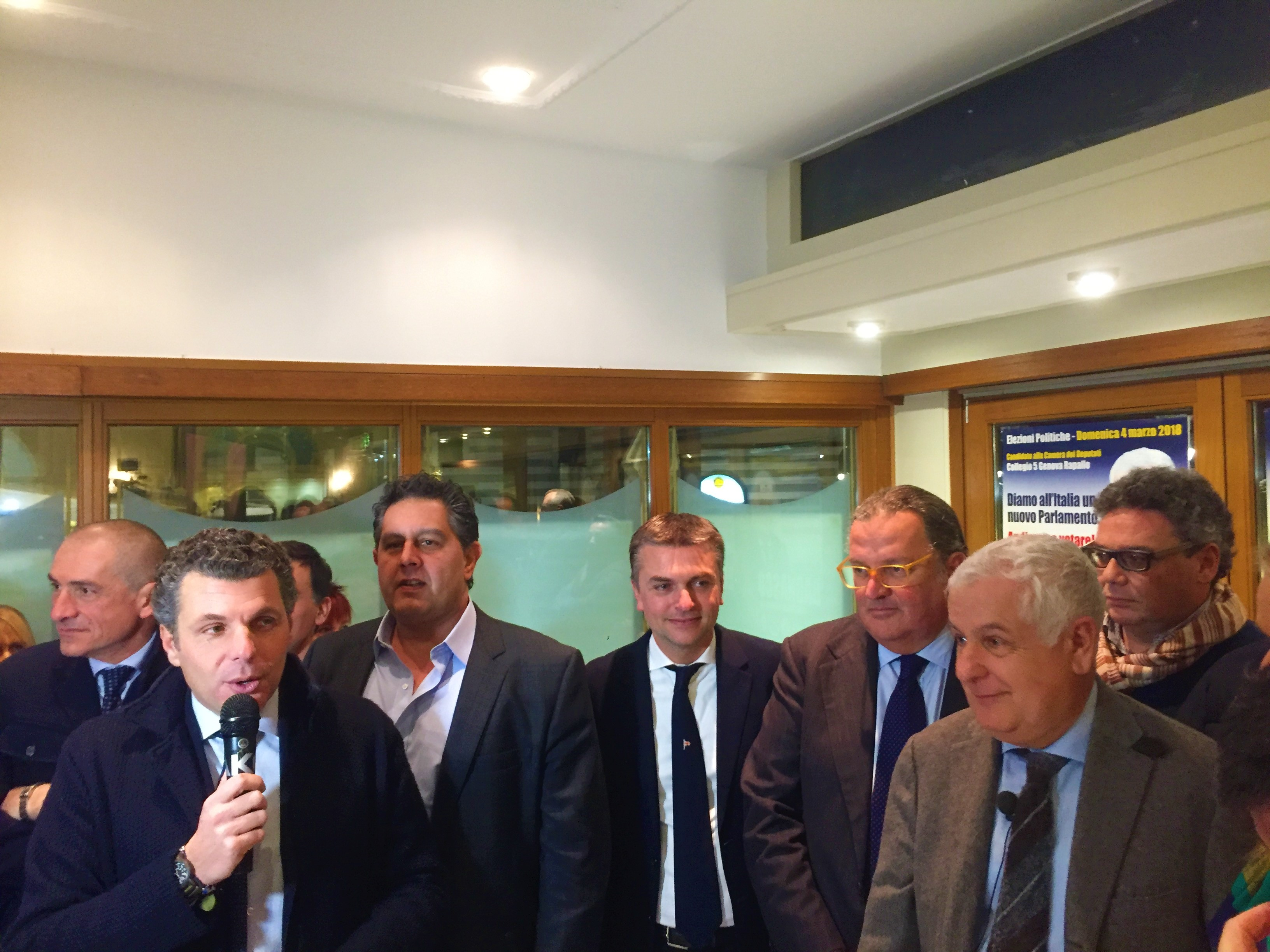
Andrea Costa con Giovanni Toti, Carlo e Roberto Bagnasco, Edoardo Rixi e Roberto Cassinelli durante un comizio per le elezioni politiche del 2018.

Di famiglia originaria di Beverino, si diploma geometra nel 1992. Il primo ruolo politico risale a metà anni '90, quando ricopre dal 1995 al 2004 il ruolo di Consigliere Comunale di Beverino (SP). Dal 24 giugno 2002 al 26 maggio 2007 è Consigliere nella Provincia di La Spezia. In seguito ricopre per tre mandati consecutivi la carica di Sindaco di Beverino: la prima dal 13 giugno 2004 al 6 giugno 2009, la seconda dall'8 giugno 2009 al 25 maggio 2014 e la terza dal 26 maggio 2014 al 17 settembre 2015. 
Da primo cittadino, nel giugno 2005, ha promosso e favorito un protocollo di intesa con Poste italiane con l’obiettivo di consegnare a domicilio farmaci ad anziani, disabili e persone in difficoltà della Comunità montana Val di Vara. Beverino è stato il primo comune in Liguria e il secondo in Italia a firmare tale accordo. 
È stato componente del Comitato esecutivo regionale dell'Associazione Nazionale Comuni Italiani (ANCI, 1999-2009) e presidente della Comunità montana della Media e Bassa Val di Vara (1995-2010).
Il 1º giugno 2015, essendo stato inserito nel listino di Giovanni Toti, è eletto nel Consiglio regionale della Liguria; nella Provincia di La Spezia Costa aveva comunque raccolto 1966 preferenze tra le file del Nuovo Centrodestra. Dal 2017 a gennaio 2022 siede nel consiglio comunale della Spezia essendo stato eletto con 299 preferenze nella lista La Spezia Popolare. Costa è attualmente dirigente nazionale di Noi con l’Italia di Maurizio Lupi.
In Regione Liguria, durante la consiliatura, è stato componente della II Commissione Salute ed è stato eletto presidente della IV Commissione Territorio, Ambiente e Infrastrutture e successivamente presidente della III Commissione Attività Produttive e Sviluppo Economico.
Il 25 febbraio 2021 viene nominato Sottosegretario di Stato al Ministero della Salute del Governo Draghi, ottenendo la delega alla prevenzione sanitaria, limitatamente alla medicina sportiva, nonché alle tematiche relative alla lotta contro il doping; alla relazione tra le politiche della salute e lo sport; all'igiene e sicurezza degli alimenti per la nutrizione umana; alla sanità e all'ambiente; alla prevenzione, al monitoraggio e ai percorsi terapeutici connessi al fenomeno delle dipendenze; alla materia relativa al monitoraggio degli investimenti dell'edilizia sanitaria. 
A giugno dello stesso anno è nominato dal ministro Roberto Speranza presidente del Comitato Istituzionale di Gestione e attuazione dell’Accordo (CIGA).
Alle elezioni politiche anticipate del 25 settembre 2022 si candida nel collegio plurinominale alla Camera dei deputati per Noi moderati, formazione composta da Italia al Centro di Toti, Noi con l’Italia, Coraggio Italia e Unione di Centro ma non viene eletto poiché la lista non supera la soglia di sbarramento del 3%. A dicembre viene scelto come responsabile dell'area Salute del gruppo Noi moderati.
Nel gennaio del 2023, su proposta del ministro Orazio Schillaci, viene scelto come esperto nelle strategie di attuazione del PNRR - Missione 6 Salute e in particolare si occuperà degli interventi in ambito sanitario a livello territoriale..
Il 22 marzo 2023 la direzione nazionale di Noi con l'Italia lo nomina vice coordinatore.
Alle elezioni europee del 2024 è candidato in sesta posizione nella circoscrizione nord-occidentale nella lista Forza Italia - Noi Moderati. Con 9.118 preferenze raccolte si piazza sesto in lista e non risulta eletto. Nello stesso anno sostiene alcuni candidati, che non risulteranno eletti, della lista civica Vince Liguria alle regionali che vedono la vittoria di Marco Bucci.